# George Washington Peck

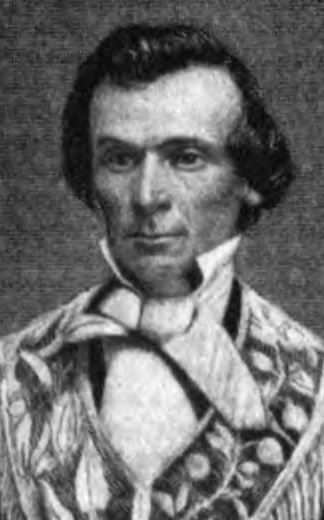
George Washington Peck

George Washington Peck (* 4. Juni 1818 in New York City; † 30. Juni 1905 in Saginaw, Michigan) war ein US-amerikanischer Politiker. Zwischen 1855 und 1857 vertrat er den Bundesstaat Michigan im US-Repräsentantenhaus.

## Werdegang
Nach einer guten Grundschulausbildung studierte George Peck am Yale College. Nach einem anschließenden Jurastudium in New York und seiner 1842 erfolgten Zulassung als Rechtsanwalt begann er in Brighton (Michigan), wohin er inzwischen gezogen war, in diesem Beruf zu arbeiten. In seiner neuen Heimat schlug Peck als Mitglied der Demokratischen Partei auch eine politische Laufbahn ein. In den Jahren 1846 und 1847 saß er als Abgeordneter im Repräsentantenhaus von Michigan, dessen Präsident er im Jahr 1847 als Nachfolger von Isaac E. Crary war. Als im Jahr 1847 die Hauptstadt von Michigan nach Lansing verlegt wurde, zog Peck in diese Stadt, deren erster Posthalter er wurde. Von 1848 bis 1849 war Peck als Secretary of State der geschäftsführende Beamte der Staatsregierung von Michigan. In dieser Zeit betätigte er sich auch im Zeitungsgeschäft, indem er die Zeitung „Lansing Journal“ erwarb und herausgab. Von 1852 bis 1855 leitete er als State Printer die Staatsdruckerei von Michigan.
Bei den Kongresswahlen des Jahres 1854 wurde er im vierten Wahlbezirk von Michigan in das US-Repräsentantenhaus in Washington, D.C. gewählt, wo er am 4. März 1855 die Nachfolge von Hestor L. Stevens antrat. Da er bei den folgenden Wahlen im Jahr 1856 dem Republikaner DeWitt C. Leach unterlag, konnte er bis zum 3. März 1857 nur eine Legislaturperiode im Kongress absolvieren. Diese war von den Ereignissen im Vorfeld des Bürgerkrieges geprägt.
Im Jahr 1864 wurde George Peck zum Bürgermeister von Lansing gewählt. Anschließend zog er nach East Saginaw, wo er bis 1873 als Rechtsanwalt praktizierte. Im Jahr 1873 zog er nach St. Louis in Missouri und 1880 nach Hot Springs in Arkansas. Zwei Jahre später, 1882, ließ er sich schließlich in Bismarck (North Dakota) nieder. George Peck starb am 30. Juni 1905 in Saginaw.